# Купола на стени
Купола на стени (арапски: قبة الصخرة qubbat aṣ-ṣaẖra, хебрејски: כיפת הסלע Kippat ha-Sela) је исламско светилиште смештено на Храмовној гори у Старом граду Јерусалиму. Првобитно је довршена 691–692. године по налогу Омејадског халифе Абд ел Малика током друге фитне (исламског грађанског рата) на месту Другог jеврејског храма, уништеног током римске опсаде Јерусалима 70. године. Првобитна купола се срушила 1015. године, а обновљена је 1022—1023. Купола на стени је у основи једно од најстаријих постојећих грађевина исламске архитектуре.
Њена архитектура и мозаици били су рађени по узору на оближње византијске цркве и палате, мада је њен спољни изглед значајно промењен у османском и затим у модерном периоду, пре свега додавањем позлаћеног крова, 1959—1961. и поново 1993. На осмоугаону основу грађевине можда је утицала византијска црква трона Маријиног (позната и под називом Катисма на грчком и ал Кадизми на арапском), саграђена између 451. и 458. на путу између Јерусалима и Витлејема.
Камен темељац, над којим је саграђена Купола на стени, има изузетан значај у Аврамским религијама као место са којег је Бог створио свет и првог човека, Адама. Такође се верује да је ово место на коме је Аврам покушао да жртвује свог сина Исака, и као место на коме се манифестује Божја присутност више него на било ком другом месту, ка коме се Јевреји окрећу током молитве. Велики значај овог места за муслимане потиче из традиција које га повезују са стварањем света и веровања да је Ноћно путовање посланика Мухамеда према небу почело са стене у средишту грађевине.
Као једне од локација Светске баштине Унеска, названа је „најпрепознатљивијом знаменитошћу Јерусалима“, заједно са две оближње грађевине Старог града, западним зидом и „ротондом“ у цркви Светог гроба. То је најранија археолошки атестирана верска грађевина коју је саградио муслимански владар, а на натписима зграде налазе се најранији епиграфски натписи ислама и пророка Мухамеда. Натписи су се показали као прекретница, јер су касније постали уобичајена карактеристика у исламским структурама и готово увек спомињу Мухамеда. Купола на стени остаје „јединствени споменик исламске културе у готово свим аспектима“, укључујући и „уметничко дело и као културни и побожни документ“, према историчару Олегу Грабару.

## Опис

### Основна структура
Структура је у основи осмоугаона. У њеном средишту је прекривена куполом, пречника приближно 20 метара, постављеном на уздигнутом кружном тамбуру на 16 носача (4 ступца и 12 стубова).
Ова централна структура окружена је осмостраном аркадом од 24 ступца и стубова. Осмоугаона аркада и унутрашњи кружни тамбур стварају унутрашњи амбулаторијум који окружује свету стену.
Спољни зидови су такође октагонални. Сваки од њих има приближно 18 m у ширини и 11 m у висини. Спољни и унутрашњи октагон стварају други, спољни амбулаторијум који окружује унутрашњи.
И кружни тамбур и спољни зидови садрже много прозора.

### Унутрашња декорација
Унутрашњост куполе раскошно је украшена мозаиком, фајансом и мермером, од којих је већи део додат неколико векова након завршетка изградње. Садржи и куранске натписе.
Посвећени натпис Куфским писмом постављен око куполе садржи датум за који се верује да је година кад је купола оригинално довршена, 72. по Хиџри (691/2), док је име првог халифе градитеља Куполе, ал Малика избрисано и замењено именом Абасидског халифе Ел-Мамуна (владао 813–833) током чије владавине је дошло до обнове грађевине.

### Спољна декорација
Сура Јасин („Срце Кур'ана”) је исписана преко горњег дела са плочицама, а наручио ју је у 16. веку Сулејман Величанствени. Изнад овога је написана 17. сура Ал-Исра, која говори о Ноћном путовању посланика Мухамеда на небо.

## Галерија
- Унутрашњост куполе
- Сама Купола
- Орнаменти и натписи унутар Куполе
- Детаљ
- Камен Темељац унутар Куполе
- Панорама Храмовне горе, на којој се виде џамија Ел Акса и Купола на стени, са Маслинове горе
- Стерео картица Куполе на стени (крај 19. века)
- Детаљ споља
- Унутрашњи зидови Куполе на стени, суд са цветним мотивима и круном
- По кишном дану

### Цитирана дела
- Creswell, K.A.C. (1924). The Origin of the Plan of the Dome of the Rock (2 Volumes). London: British School of Archaeology in Jerusalem. OCLC 5862604.
- Peterson, Andrew (1994). Dictionary of Islamic Architecture. London: Routledge. ISBN 0-415-06084-2.
- Braswell, G (1996). Islam – Its Prophets, People, Politics and Power. Nashville, TN: Broadman and Holman Publishers.
- Clermont-Ganneau, Charles (1899). „Chapter VIII The Kubbet es Sakhra”. Archaeological Researches in Palestine During the Years 1873–1874. Volume 1. London: Committee of the Palestine Exploration Fund. стр. 179—227.
- Elad, Amikam (1999). Medieval Jerusalem and Islamic Worship: Holy Places, Ceremonies, Pilgrimage (2nd изд.). Leiden: Brill. ISBN 978-90-04-10010-7.
- Grabar, O. (1986). „Kubbat al-Ṣakhra (search results)”.  Ур.: Bosworth, C. E.; van Donzel, E.; Lewis, B.; Pellat, Ch. The Encyclopaedia of Islam, New Edition, Volume V: Khe–Mahi. Leiden: E. J. Brill. стр. 298—299. ISBN 90-04-07819-3.
- Hawting, Gerald R. (2000). The First Dynasty of Islam: The Umayyad Caliphate AD 661–750 (Second изд.). London and New York: Routledge. ISBN 0-415-24072-7.
- Johns, Jeremy (јануар 2003). „Archaeology and the History of Islam: The First Seventy Years”. Journal of the Economic and Social History of the Orient. 46 (4): 411—436. doi:10.1163/156852003772914848.
- Necipoğlu, Gülru (2008). „The Dome of the Rock as palimpsest: 'Abd al-Malik's grand narrative and Sultan Süleyman's glosses” (PDF).  Ур.: Necipoğlu, Gülru; Bailey, Julia. Muqarnas: An Annual on the Visual Culture of the Islamic World. Volume 25. Leiden: Brill. стр. 17—105. ISBN 978-900417327-9. Архивирано из оригинала (PDF) 04. 03. 2016. г. Приступљено 08. 02. 2020.
- Ali, A (1946). The Holy Qur’an – Translation and Commentary. Bronx, NY: Islamic Propagation Centre International.
- Islam, M. Anwarul; Al-Hamad, Zaid (2007). „The Dome of the Rock: origin of its octagonal plan”. Palestine Exploration Quarterly. 139 (2): 109—128. doi:10.1179/003103207x194145.
- Luxenberg, Christoph. Neudeutung der arabischen Inschrift im Felsendom zu Jerusalem. In: Karl-Heinz Ohlig / Gerd-R. Puin (Hg.): Die dunklen Anfänge. Neue Forschungen zur Entstehung und frühen Geschichte des Islam, Berlin (Verlag Hans Schiler) 2005, S. 124–147. English version: "A New Interpretation of the Arabic Inscription in Jerusalem's Dome of the Rock". In: Karl-Heinz Ohlig / Gerd-R. Puin (eds.): The Hidden Origins of Islam: New Research into Its Early History. Prometheus Books.. Amherst, N.Y. 2010
- Vogüé, Melchior de (1864). Le Temple de Jérusalem : monographie du Haram-ech-Chérif, suivie d'un essai sur la topographie de la Ville-sainte (на језику: French). Paris: Noblet & Baudry.